# Differbag (Slagerij van Kampen)
Differbag — 25 years of different drums is het 25-jarig-jubileumalbum (dvd + cd) van de slagwerkgroep Slagerij van Kampen en omvat tegelijk de allereerste dvd van de groep. Het is een registratie van het concert Energigantica, hetgeen zowel op dvd als op cd geplaatst is. De dvd bevat als extra's interviews met Willem van Kruijsdijk en Mies Wilbrink — de oprichters van Slagerij van Kampen — en ander materiaal over de geschiedenis van de groep.

## Nummers

### Zowel op de dvd als op de cd
1. Hard Bizkids / Man In The Square - medley
2. Incident On Elm Avenue
3. Tellem Mallets
4. Sign Language
5. Dance Of The Bee
6. In Search For The Sixth Continent
7. Call Me A Train (Part Two)
8. Identity Crisis
9. Rite On The Beach
10. Infidata
11. Dance Of The Druid /Mountain To Mohammed / How To Make Ants Meat Around The Bush – medley
12. Undivided
13. Coca Coda Rapsoda / Watusi Warrior Drums - medley
14. La Tribu Humana

### Extra's op de dvd (niet op de cd)
- History
- Thoughts

De extra's zijn Nederlands gesproken (ondanks de Engelse titels) en bevatten geen Engelse ondertitels. Dit wekte verbazing op, doordat de tekst op de hoes uitsluitend Engelstalig is.